# À perte de vue
Albums de Alain Bashung
Dimanches à l'Élysée
(2009) Osez Bashung
(2010)
À perte de vue est une compilation de l'œuvre d'Alain Bashung, comptant 24 albums, mais ne contenant pas les premières chansons d'Alain Bashung. Présentée sous forme de coffret, cette compilation est sortie le 30 novembre 2009 sur le label Barclay Records. Le coffret comprend en tout 27 disques, en comptant les disques doubles.

## Contenu
Le coffret contient les 12 albums studio d'Alain Bashung :
- Roman-photos
- Roulette russe
- Pizza
- Play blessures
- Figure imposée
- Passé le Rio Grande
- Novice
- Osez Joséphine
- Chatterton
- Fantaisie militaire
- L'Imprudence
- Bleu pétrole

Deux albums avec Chloé Mons et Rodolphe Burger :
- Cantique des cantiques
- La Ballade de Calamity Jane

Cinq albums en public :
- Live Tour 85
- Tour novice
- Confessions publiques
- La Tournée des grands espaces
- Dimanches à l'Élysée

Ainsi que deux albums d'instrumentaux, trois albums de documents, duos et raretés. Le coffret est agrémenté d'un livret de 52 pages contenant les paroles de tous les albums publiés par Alain Bashung. Les chansons sont présentées par ordre chronologique.

## Liste des pistes (albums inédits)

### Documents, duos, raretés Vol. 1
| No  | Titre                                                 | Durée |
| --- | ----------------------------------------------------- | ----- |
| 1.  | Kalabougie (version Kalabougé)                        |       |
| 2.  | Les lendemains qui tuent                              |       |
| 3.  | Que reste-t-il de nos amours ? (avec Françoise Hardy) |       |
| 4.  | Inside Dope                                           |       |
| 5.  | Avec le temps                                         |       |
| 6.  | Samuel Hall (avec Rodolphe Burger)                    |       |
| 7.  | L.U.V. (avec Daniel Darc)                             |       |
| 8.  | Élégance (version Divan)                              |       |
| 9.  | Beaujolais Novö                                       |       |
| 10. | Spiele mich an die wand                               |       |
| 11. | Bombez !                                              |       |
| 12. | Lavabo (live)                                         |       |
| 13. | La Panique mécanique (avec Dionysos)                  |       |
| 14. | Feu                                                   |       |
| 15. | Stille Nacht                                          |       |
| 16. | Silence mes anges                                     |       |
| 17. | Mortel battement/Nocturne (avec Zend Avesta)          |       |

### Documents, duos, raretés Vol. 2
| No  | Titre                                                            | Durée |
| --- | ---------------------------------------------------------------- | ----- |
| 1.  | À Ostende (avec Marc Ribot et Jean-Paul Roy)                     |       |
| 2.  | L'Eau et le vin                                                  |       |
| 3.  | Les Grands Voyageurs (avec Marc Ribot)                           |       |
| 4.  | Le Sud                                                           |       |
| 5.  | Les Mots bleus                                                   |       |
| 6.  | Ivres (avec Arman Méliès)                                        |       |
| 7.  | Ode à la vie (avec Rachid Taha)                                  |       |
| 8.  | City (avec Brigitte Fontaine)                                    |       |
| 9.  | Tue-moi, je te couvrirai                                         |       |
| 10. | Slow Food (avec Astonvilla)                                      |       |
| 11. | Volontaire (avec Noir Désir)                                     |       |
| 12. | What's in a Bird (avec -M-)                                      |       |
| 13. | Chanson du loup                                                  |       |
| 14. | Animal on est mal                                                |       |
| 15. | Le Tango funèbre                                                 |       |
| 16. | Céline                                                           |       |
| 17. | Les Amants d'un jour                                             |       |
| 18. | Bruxelles                                                        |       |
| 19. | Sur un trapèze (live acoustique avec Gaëtan Roussel)             |       |
| 20. | Je t'ai manqué (live acoustique avec Gaëtan Roussel)             |       |
| 21. | Résidents de la République (live acoustique avec Gaëtan Roussel) |       |

### Documents, duos, raretés Vol. 3
| No  | Titre                                     | Durée |
| --- | ----------------------------------------- | ----- |
| 1.  | La nuit je mens (archive)                 |       |
| 2.  | Dehors (live studio)                      |       |
| 3.  | Max Amphibie                              |       |
| 4.  | Hier à Sousse (version alternative)       |       |
| 5.  | That's All Right Mama                     |       |
| 6.  | Station-service (live)                    |       |
| 7.  | Hey Joe (live studio)                     |       |
| 8.  | Cadillac (maquettes)                      |       |
| 9.  | La foule est beautiful (inédit - archive) |       |
| 10. | Osez Joséphine (archive)                  |       |
| 11. | Ma petite entreprise (archive)            |       |
| 12. | J'braconne (inédit - archive)             |       |
| 13. | La Fille de la maison des dunes (inédit)  |       |
| 14. | Angora irréel                             |       |
| 15. | Malaxe (archive)                          |       |
| 16. | Comme un lego (archive)                   |       |

### Instrumentaux Vol. 1
| No  | Titre                 | Durée |
| --- | --------------------- | ----- |
| 1.  | Climax 4              |       |
| 2.  | La Peur des mots      |       |
| 3.  | Not Tonight Joséphine |       |
| 4.  | White Spirit          |       |
| 5.  | La Coupole            |       |
| 6.  | Scènes de manager     |       |
| 7.  | Touche ether          |       |
| 8.  | Toile émeri           |       |
| 9.  | Flash limonade        |       |
| 10. | Art Pégiator          |       |
| 11. | Voyage à Honfleur     |       |
| 12. | Madame rêve           |       |
| 13. | Métamorphose          |       |
| 14. | Climax 3              |       |
| 15. | Sonnet pour Hélène    |       |

### Instrumentaux Vol. 2
| No  | Titre                    | Durée |
| --- | ------------------------ | ----- |
| 1.  | Que n'ai-je              |       |
| 2.  | À perte de vue           |       |
| 3.  | Elvire                   |       |
| 4.  | Après d'âpres hostilités |       |
| 5.  | Danse d'ici              |       |
| 6.  | J'ai longtemps contemplé |       |
| 7.  | Un dimanche à Tchernobyl |       |
| 8.  | L'Irréel                 |       |
| 9.  | Faites monter            |       |
| 10. | Hier à Sousse            |       |
| 11. | Le Secret des banquises  |       |
| 12. | Vénus                    |       |
| 13. | Sonnet                   |       |